# Simbara
Simbara is een bestuurslaag in het regentschap Humbang Hasundutan van de provincie Noord-Sumatra, Indonesië. Simbara telt 496 inwoners (volkstelling 2010).